# Jim la Houlette, roi des voleurs
Pour l’article homonyme, voir Jim la Houlette.
Pour plus de détails, voir Fiche technique et Distribution.
Jim la Houlette, roi des voleurs est un film muet français, réalisé par Pierre Colombier, Nicolas Rimsky et Roger Lion, sorti en 1926.
Produite par les Films Albatros, cette comédie policière a pour principaux interprètes Nicolas Rimsky, Gaby Morlay et Camille Bardou.

## Synopsis
Amoureux transi de Pauline de La Verrière, épouse de son ami d’enfance Philibert Bretonneau, Jacques Moluchet accepte d’être le « nègre » de celui-ci. Et lorsque le public se détourne des histoires sentimentales qu’il écrit sous le nom de Bretonneau, Moluchet consent à entrer dans un coup publicitaire élaboré par l’éditeur : il se fera passer pour le mystérieux cambrioleur Jim la Houlette que la police traque, car Pauline admire ce malfaiteur. Lors d’une réception mondaine, Moluchet simulera un hold-up au cours duquel il délaissera les objets précieux, pour repartir avec le manuscrit du prochain roman signé Bretonneau. Mais L’éditeur n’avait pas prévu que le vrai Jim la Houlette s’inviterait à la réception, et s'emparerait, lui, des bijoux.

## Fiche technique
- Titre : Jim la Houlette, roi des voleurs
- Réalisation : Pierre Colombier, Roger Lion et Nicolas Rimsky
- Scénario : Michel Linsky, d'après la pièce de Jean Guitton
- Photographie : Paul Guichard et Nikolas Roudakoff
- Décors : Constantin Bruni
- Société de production : Films Albatros
- Pays de production :  France
- Langue : film muet avec les intertitres  en français
- Format : Noir et blanc — 35 mm — 1,33:1 — Muet
- Genre : comédie policière
- Durée : 77 minutes
- Date de sortie :
- France : 12 novembre 1926

## Distribution
- Nicolas Rimsky : Moluchet, secrétaire et « nègre » de l'écrivain Bretonneau, amoureux de la femme de l'écrivain
- Gaby Morlay : Pauline Bretonneau, l'épouse de Bretonneau
- Camille Bardou : Philibert Bretonneau, écrivain qui signe les romans écrits en réalité par son secrétaire
- Louis Vonelly : l'avocat Clisson
- Gil Clary : Madame Clisson, la femme de l'avocat
- Marie-Thérèse Sylviac : la marquise de la Verrière
- Jules Moy : Saint-Lévy
- Jeanne Léonnec : la bonne
- Léo Courtois : le policier
- Roger Lion
- Joe Alex
- Irma Gray